# Байсвілл (Огайо)
Байсвілл (англ. Byesville) — селище (англ. village) в США, в окрузі Гернсі штату Огайо. Населення — 2364 особи (2020).

## Географія
Байсвілл розташований за координатами 39°58′24″ пн. ш. 81°32′45″ зх. д. / 39.97333° пн. ш. 81.54583° зх. д. (39.973323, -81.545812).  За даними Бюро перепису населення США в 2010 році селище мало площу 3,07 км², уся площа — суходіл.

## Демографія
Згідно з переписом 2010 року, у селищі мешкало 2438 осіб у 1027 домогосподарствах у складі 673 родин. Густота населення становила 793 особи/км².  Було 1105 помешкань (359/км²).
Расовий склад населення:
| - 98,2 % — білих - 0,2 % — корінних американців - 0,2 % — азіатів - 0,1 % — чорних або афроамериканців |

До двох чи більше рас належало 1,2 %. Частка іспаномовних становила 0,2 % від усіх жителів.
За віковим діапазоном населення розподілялося таким чином: 25,4 % — особи молодші 18 років, 58,4 % — особи у віці 18—64 років, 16,2 % — особи у віці 65 років та старші. Медіана віку мешканця становила 39,2 року. На 100 осіб жіночої статі у селищі припадало 87,1 чоловіків;  на 100 жінок у віці від 18 років та старших — 82,7 чоловіків також старших 18 років.
Середній дохід на одне домашнє господарство  становив 40 928 доларів США (медіана — 29 810), а середній дохід на одну сім'ю — 50 450 доларів (медіана — 41 944). Медіана доходів становила 37 557 доларів для чоловіків та 29 268 доларів для жінок. За межею бідності перебувало 25,8 % осіб, у тому числі 58,7 % дітей у віці до 18 років та 8,1 % осіб у віці 65 років та старших.
Цивільне працевлаштоване населення становило 919 осіб. Основні галузі зайнятості: виробництво — 24,4 %, освіта, охорона здоров'я та соціальна допомога — 20,9 %, роздрібна торгівля — 14,5 %, мистецтво, розваги та відпочинок — 9,1 %.